# Pelvicachromis subocellatus
Pelvicachromis subocellatus es una especie de peces de la familia Cichlidae en el orden de los Perciformes.

## Morfología
Los machos pueden llegar alcanzar los 8 cm de longitud total.

## Distribución geográfica
Se encuentran en África: sureste de Nigeria y desde Libreville (Gabón) hasta Moanda (curso inferior del río Congo).